# 鳥取県道186号岩美停車場新井線
鳥取県道186号岩美停車場新井線（とっとりけんどう186ごう いわみていしゃじょうにいせん）は、鳥取県岩美郡岩美町を通る一般県道である。

## 概要
岩美郡岩美町大字浦富から岩美郡岩美町大字新井に至る。
2025年（令和7年）3月28日、路線名が岩美停車場河崎線（いわみていしゃじょうかわさきせん）から岩美停車場新井線に変更された。

### 路線データ
- 起点：鳥取県岩美郡岩美町大字浦富（JR西日本山陰本線 岩美駅前、鳥取県道155号網代港岩美停車場線終点、鳥取県道164号岩美停車場線起点）
- 終点：鳥取県岩美郡岩美町大字新井（上新井橋交差点、国道9号交点）
- 総延長：1.2 km

## 歴史
- 1993年（平成5年）5月11日 - 建設省から、県道下木原岩美停車場線の一部を岩美八東線として主要地方道に指定される[2]。
- 1994年（平成6年）3月15日 - 鳥取県告示第225号により鳥取県道186号岩美停車場河崎線として認定される[3]。

前身は鳥取県道186号下木原岩美停車場線（鳥取県告示第226号により廃止）。鳥取県道37号岩美八東線に移行しなかった部分が本路線になった。
- 2023年（令和5年）3月12日 - 鳥取県告示第89・92号により、上新井橋が供用開始[4]。
- 2025年（令和7年）3月28日 - 鳥取県告示第166号により路線名が岩美停車場河崎線（いわみていしゃじょうかわさきせん）から岩美停車場新井線に変更[1]。

## 路線状況

### 重複区間
- 鳥取県道155号網代港岩美停車場線（岩美郡岩美町大字浦富）

### 道路施設

#### 橋梁
- 上新井橋（蒲生川、岩美郡岩美町）

## 地理

### 通過する自治体
- 鳥取県
  - 岩美郡岩美町

### 交差する道路
| 交差する道路                                                           | 交差する場所 | 交差する場所          |
| ---------------------------------------------------------------------- | ------------ | --------------------- |
| 鳥取県道155号網代港岩美停車場線 重複区間起点 鳥取県道164号岩美停車場線 | 大字浦富     | 起点                  |
| 鳥取県道155号網代港岩美停車場線 重複区間終点                           | 大字浦富     | 岩美駅入口交差点      |
| 国道9号                                                                | 大字新井     | 上新井橋交差点 / 終点 |

### 交差する鉄道
- 山陰本線

### 沿線
- JR西日本山陰本線 岩美駅
- 岩美町立岩美中学校
- 鳥取県立岩美高等学校
- 道の駅きなんせ岩美（終点付近）